# 圣母无染原罪堂 (新山)
圣母无染原罪堂（英語：Church of the Immaculate Conception）是位于马来西亚柔佛州新山市的天主教堂。它是新山市最古老的天主教堂，由法国籍已故神父萨来勒Rev. Fr. C. Saleilles于1883年设立，直到1921年神父杜维尔建造了现有的建筑。

## 历史
1881年前后，当时的柔佛统治者苏丹阿布巴卡赐予前来马来西亚帮助当地天主教家庭的神父萨来勒Rev. Fr. Saleilles一块用于建造教堂的土地。1883年，该教堂的前身卢尔特圣母堂（Church of Our Lady of Lourdes）落成，作为治丧场所。